# Audi RS Q e-tron
La Audi RS Q e-tron è un buggy da competizione costruita dalla casa automobilistica tedesca Audi insieme alla Q Motorsport dal 2021 per partecipare a varie competizioni nell'ambito del rally raid, tra le quali il Rally Dakar e la coppa del mondo rally raid.

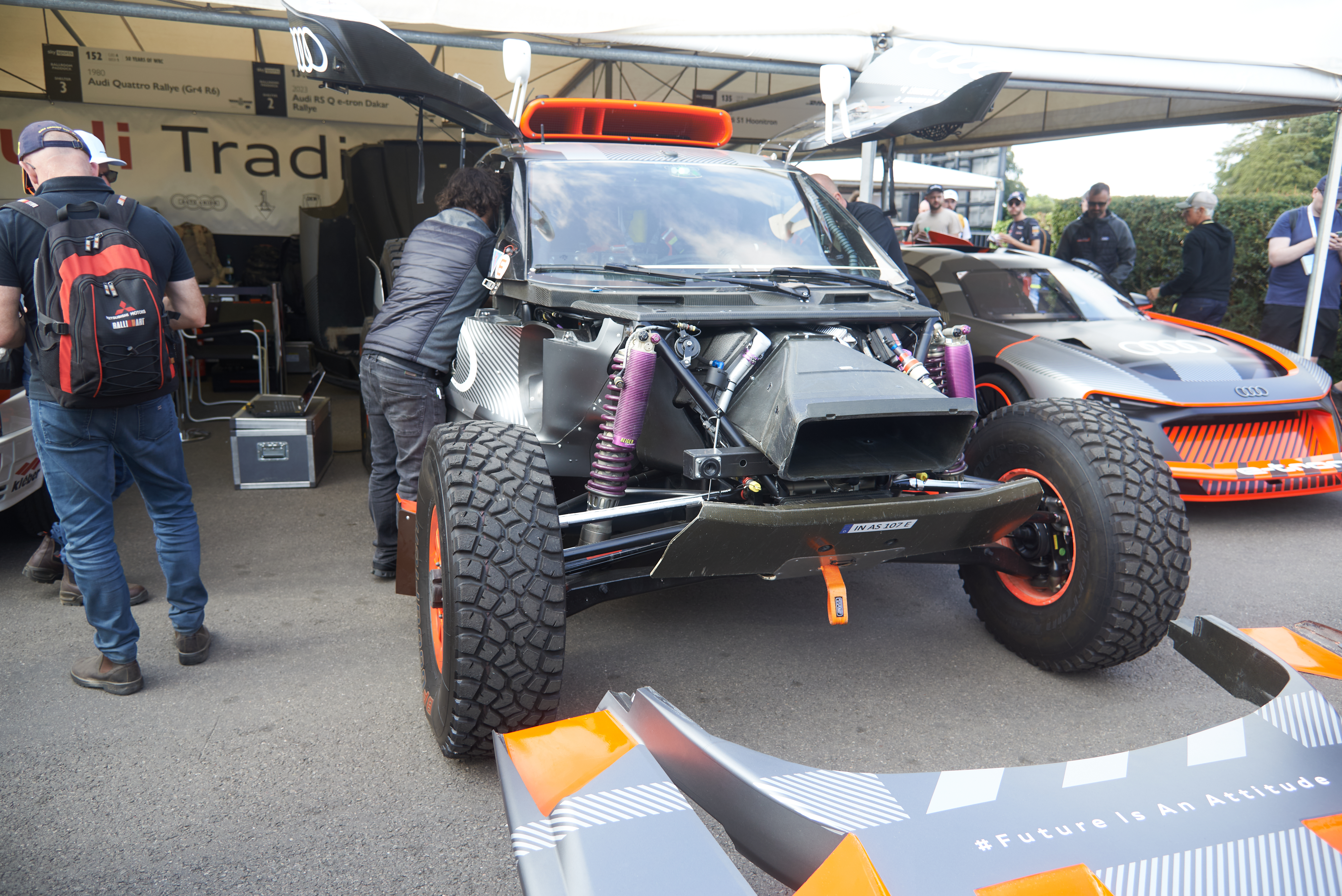

La vettura ha debuttato al Rally Dakar 2022, vincendo una tappa.

## Profilo e contesto
Il 30 novembre 2020 l'Audi ha reso nota l'intenzione di voler partecipare al Rally Dakar.
La vettura è stata annunciata il 11 dicembre 2020, contestualmente alla comunicazione da parte di Audi di voler prendere parte alla Dakar con la scuderia Q Motorsport.
Presentata il 23 luglio 2021, la RS Q e-tron è un buggy da competizione destinato alle gare fuoristrada, costruito appositamente per competere e partecipare alla Dakar 2022.
Nel 2024 vince la Dakar con Carlos Sainz.

## Specifiche
La RS Q e-tron è dotata di due motori elettrici, derivati direttamente da quelli impiegati dall'Audi sulle monoposto di Formula E, posti uno su ciascun asse formando un sistema di trazione integrale, che vengono alimentati dalla batteria ad alto voltaggio da 50 kWh. Ad essi sono collegati un convertitore di energia e un motore endotermico a benzina, un 2,0 litri turbocompresso a quattro cilindri TFSI derivato da quello impiegato sulla Audi A5 Turbo DTM, che funge da generatore per ricaricare le batterie.